# So faraway
「So faraway」（ソー・ファーアウェイ）は、2008年10月29日発売の日本のバンド・PINC INCの4枚目のシングル。発売元はGIZA studio。

## 概要
2009年にリリースする1枚目のアルバム『もっとキミ色に染まりたい』先行シングル。
表題曲のは、初のアニメ主題歌となった。

## 収録曲
1. So faraway
  - 作詞：碧井椿　作曲：大野愛果　編曲：森下志音
  - テレビ東京系『ゴルゴ13』オープニングテーマ
2. 羽のない私に手を差し伸べてくれたキミは神のよう
  - 作詞：碧井椿　作曲：Yoko Blaqstone　編曲：葉山たけし
3. So faraway(INSTRUMENTAL)